# مینگ (صدف)

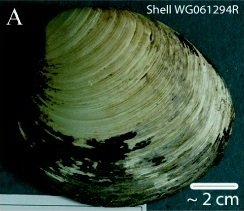
یکی از پوسته‌های مینگ ۵۰۷ ساله.

مینگ (Ming)، (۱۴۹۹–۲۰۰۶)، نامی است که به یک صدف ایسلندی داده شده که مسن‌ترین حیوانی است که تاکنون شناسایی شده و سن دقیقش مشخص شده‌است.
این صدف در سال ۲۰۰۶ در هنگام لایروبی سواحل شمالی ایسلند پیدا شد. بر طبق شمارش تعداد نوارهای روی پوسته آن که در سال ۲۰۰۷ انجام شد، سن او را حدود ۴۰۵ سال تعیین کردند. این پژوهش بدست پژوهشگران دانشگاه بنگور انجام گرفت. در پژوهش که بعدها دوباره صورت گرفت سن دقیق صدف را با اختلاف یک یا دوسال، ۵۰۷ سال بدست آوردند که این نتیجه را آزمایش تاریخ‌گذاری رادیوکربن نیز تأیید کرد. معلوم نیست اگر صدف در کف اقیانوس باقی می‌ماند تا چه مدت دیگر می‌توانست زندگی کند.
نام مینگ را از روی نام دودمان مینگ برایش انتخاب کردند چون در زمان زاده شدن این صدف (طبق نتایج اولین پژوهش)، دودمان مینگ در چین حکومت می‌کرد. اثبات وجود امکان عمر طولانی چنین موجودی می‌تواند به پژوهشگران در تحقیقات افزایش عمر کمک کند.

## کشف اصلی
این پژوهش توسط پژوهشگران دانشگاه بنگور، از جمله دکتر آلن وانامیکر، دکتر پاول باتلر، استاد جیمز اسکورس و استاد کریس ریچاردسون انجام شده‌است. در زمان این پژوهش مینگ درگذشت.
پروفسور ریچاردسون گفت که وجود چنین گونه‌های با عمر طولانی‌مدت می‌تواند به دانشمندان کمک کند، کشف کنند که چگونه برخی از حیوانات به چنین سنی می‌رسند.